# 虹美洲鱥
虹美洲鱥（學名：Notropis chrosomus），為輻鰭魚綱鯉形目雅羅魚科的其中一種，分布於北美洲美國喬治亞州西北部、阿拉巴馬州及田納西州東南部阿拉巴馬河、庫薩河和黑武士河流域，本魚呈長橢圓形且側扁，眼大、口近下位，體色從粉紅色到金色的半透明顏色，側面有銀黑色條紋，魚鰭基部呈淡紅色。成年雄魚在交配期間會腹鰭會變成藍色，頭部變成紫色，鼻子變成紅色，體長可達8.1公分，棲息在水質清澈、礫石底質且流動快速的溪流或水塘，以昆蟲為食，繁殖期在5至6月，雄魚平均壽命為11.7個月，而雌魚通常壽命為13.5個月，可做為觀賞魚。